# Parroquia de la Virgen de los Dolores (Jerez de la Frontera)
La parroquia de la Virgen de los Dolores de Jerez de la Frontera es un templo católico localizado en el Distrito Noreste (Jerez de la Frontera)

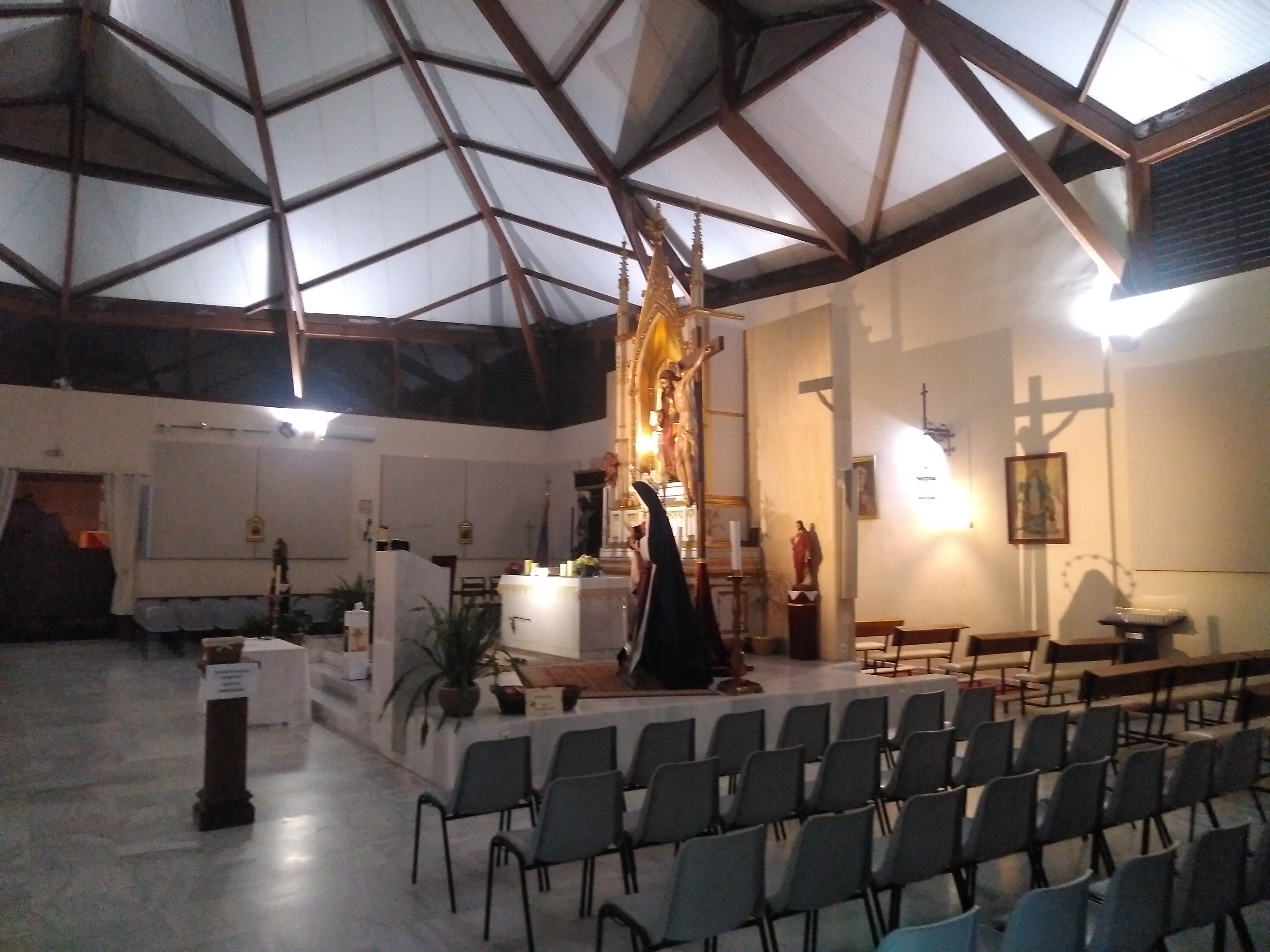
Interior

## Hermandad
La principal hermandad de la parroquia es la Hermandad de Pasión (Jerez), que tiene su sede en la Capilla de Santa Ángela de la Cruz (Jerez de la Frontera).